# 星野通平
星野 通平（ほしの みちへい、1923年 - 2021年4月29日）は、日本の地質学者。東海大学名誉教授、中華人民共和国青島海洋大学名誉教授。

## 略歴
- 1923年：群馬県に生まれる
- 1949年：東京文理科大学地質鉱物学科卒業
- 1950年：海上保安庁入庁
- 1959年：東京教育大　理学博士 「日本近海大陸棚上の堆積物について」
- 1964年：東海大学海洋学部教授
- 1992年：東海大学退職、名誉教授
- 2021年：誤嚥性肺炎のため死去、98歳[1]。

## プレートテクトニクス否定論者
古くからプレートテクトニクス論に懐疑的であり、2001年に出版した『膨らむ地球』などで否定論を展開している。

## 著書
- ハンス・ペッテルソン 『深海底の記録をめぐり西へ西へ : アルバトロス号で世界一周』 星野通平訳、古今書院、1957年。
- 星野通平 『日本近海大陸棚上の堆積物について』 地学団体研究会〈地団研専報〉、1958年。
- ハンス・ペッターソン 『深海底』 星野通平訳、古今書院、1959年。
- 星野通平 『太平洋』 地学団体研究会〈地学双書〉、1962年。
- 星野通平 『海底の世界』 東海大学出版会、1965年。
- 星野通平 『太平洋の科学』 日本放送出版協会〈NHKブックス〉、1969年。
- 星野通平・青木斌編 『島弧と海洋』 東海大学出版会、1972年。
- 星野通平・青木斌編 『伊豆半島 : 杉山隆二先生還暦記念論文集』 東海大学出版会、1972年。
- 星野通平 『駿河湾のなぞ : 沈黙の海底と生きている化石』 静岡新聞社、1976年。
- 星野通平 『海と島じま』 東海大学出版会〈東海科学選書〉、1977年。
- 星野通平・柴崎達雄編著 『日本海の地質』 東海大学出版会、1982年。
- 星野通平 『海洋地質学』 地学団体研究会、1983年。
- 星野通平 『玄武岩時代 : 地質学の諸カテゴリー』 東海大学出版会、1991年。ISBN 4-486-01172-4。
- 星野通平 『毒蛇の来た道 : 大規模海水準変動説』 東海大学出版会、1992年。ISBN 4-486-01208-9。
- 星野通平 『私の研究と理論の問題』 地学団体研究会〈地団研ブックレットシリーズ〉、1993年。
- 星野通平 『地球の半径 : 構造地質学史の一断面』 東海大学出版会、1995年。ISBN 4-486-01341-7。